# Chtaiba
Chtaiba (franska: Chtaiba (CR), Chtaiba (Commune Rurale), arabiska: تملالت (البلدية)) är en kommun i Marocko.   Den ligger i provinsen El Kelaâ des Sraghna och regionen Marrakech-Safi, i den norra delen av landet, 210 km söder om huvudstaden Rabat. Antalet invånare är 7 874.